# Eduardo Viana (ator)
Eduardo Viana (Lisboa, 3 de Maio de 1955) é um actor e cantor lírico português. Participou na novela Anjo Selvagem, nas séries Inspector Max e Casos da Vida e em Morangos com Açúcar.

## Percurso
Para além de actor exerce também actividade como cantor lírico pertencendo ao Coro do Teatro Nacional de S. Carlos onde tem cumprido todas as temporadas desde 1985. É também produtor de espectáculos de música erudita, contando-se na sua actividade, produções de diversas operetas de Offenbach cantadas e representadas em Português e produções com partituras de Leal Moreira, Marcos Portugal, Augusto Machado, Massenet, Ibert e Ravel.
É marido da actriz Arminda Taveira.

## Televisão
- Actor convidado, em Sol de Inverno, SIC 2013
- Actor convidado, Advogado em O Bairro, TVI 2012
- Elenco adicional, em Doce Tentação, TVI 2012
- Elenco adicional, Bancário no telefilme Síndroma de Estocolmo, TVI 2011
- Elenco adicional, Varatojo em Laços de Sangue, SIC 2010
- Elenco fixo, Raul Pinto em Sentimentos, TVI 2009/2010
- Elenco adicional, Viciado em droga, em Conexão, TVG e RTP1 2009
- Actor convidado, Tadeu em Liberdade 21, RTP 2008
- Elenco adicional, Inspector Sampaio Botas em Morangos Com Açúcar, TVI 2008
- Elenco adicional, Dr. Miguel em Casos da Vida (2008), TVI 2008
- Participação especial, Marques em Chiquititas, SIC 2007
- Elenco adicional, Dr. Venâncio em Floribella, SIC 2006
- Actor convidado, Guedes em Inspector Max, TVI 2005
- Elenco fixo, Marcelo em Anjo Selvagem, TVI 2001-2002
- Actor convidado, Chico em Super Pai, TVI 2001
- Actor convidado, Dr. Vasconcelos em A minha família é uma animação, SIC 2001
- Participação especial, em Querido Professor, SIC 2000
- Elenco adicional, em Ajuste de Contas, TVI 2000
- Actor convidado, em Residencial Tejo, SIC 2000
- Actor convidado, Filho de Baltazar em Jornalistas, SIC 2000
- Participação especial, em A Loja de Camilo, SIC 1999
- Elenco fixo, Henriques em Capitão Roby, SIC 1999
- Actor convidado, em Médico de Família (série), SIC 1999
- Elenco adicional, José Faria de Castro em novo em A Lenda da Garça, RTP 1999
- Elenco principal, Ferrand d'Almeida em A Hora da Liberdade, SIC 1998
- Participação especial, Canalizador em Esquadra de Polícia, RTP 1998
- Actor convidado na 2ª temporada de Polícias, RTP 1997
- Elenco fixo, Osório em Filhos do Vento, RTP 1996-1997
- Actor convidado, Agente em As Aventuras do Camilo, SIC 1996
- Actor convidado, em Vidas de Sal, RTP 1996
- Elenco fixo, Júlio em Primeiro Amor, RTP 1995-1996
- Actor convidado, Inspector em Nico D'Obra, RTP 1995
- Elenco fixo, Pinguinhas em Desencontros, RTP 1994-1995
- Participação especial, Agente Publicitário em Sozinhos em Casa, RTP 1993
- Elenco adicional, Sequeira em Cinzas, RTP 1992
- Participação especial, Caius em Clubíssimo, RTP 1988
- Elenco adicional, José Manuel em Palavras Cruzadas, RTP 1986
- Elenco adicional, Eduardo em Chuva na Areia, RTP 1984
- Participação especial, Polícia em Origens, RTP 1983
- Participação, em Vila Faia, RTP 1982
- Actor convidado, em Gervásio não vai ao ginásio, RTP 1981

## Filmografia
- Francisca (1981)